# Капиллана
Капиллана (ум. 1549) — правительница в северной части Перу до прихода туда испанских конкистадоров.
Когда конкистадор Франсиско Писарро вступил в северные районы Перу, он послал группу людей исследовать эту землю, которая и наткнулась на местных жителей. Правительница Капиллана и её люди опасались Писарро так же, как тот и его люди опасались её. Она решила сделать первый шаг и смело бросила вызов Писарро как мужчине, когда приблизившись к его кораблю, заявила, что она, женщина имеет достаточную храбрость, чтобы ступить на его корабль, поэтому теперь он, как мужчина и капитан, не должен бояться ступить на землю. На следующий день Писарро сошёл на берег, где его торжественно встретили Капиллана и её люди. Между Капилланой и Писарро завязались дружеские отношения, она поделилась с ним очень ценной информацией, а он, в свою очередь, очень уважал её.
Писарро безуспешно пытался обратить её в христианство перед отъездом в Испанию. Однако, Капиллана самостоятельно выучив испанский язык, в конечном итоге сама обратилась в христианство.
По легенде, когда корабль Писарро отправлялся на родину, один из его людей, Педро Алькон, влюбившийся в Капиллану, заявил, что хочет сойти с корабля и остаться с ней. Чтобы не дать ему пробиться на берег с мечом в руке, команда сковала его цепью под палубой.
В перуанской библиотеке доминиканских монахов хранится рукопись, написанная Капилланой . В ней она вручную нарисовала древние перуанские памятники, сопроводив каждый из них исторической справкой, написанной на кастильском языке. Кроме того, эта рукопись содержит изображения множества перуанских растений с интересными комментариями об их свойствах и использовании.
Некоторые историки, не отрицая факт существования Капилланы и всех описанных эпизодов из её жизни, тем не менее отмечают, что имя Капилланы может производным от слова капульяна, которое служило общим термином, обозначающим перуанскую женщину-правительницу севера. Возможно, что её имя было простым искажением этого термина испанскими конкистадорами.